# Ion Georgescu
Ion Georgescu (n. 18 ianuarie 1856, București, Țara Românească – d. 30 noiembrie 1898, București, România) a fost un sculptor, pictor și acuarelist român.
A studiat la Școala de arte frumoase din București, cu Karl Storck, apoi la Paris, unde a ținut o legătură strânsă cu intelectualii români progresiști.  A fost și profesor la Școala de arte frumoase din București, unde i-a avut ca elevi pe Frederic Storck, Dimitrie D. Mirea, Dumitru Pavelescu-Dimo etc.

## Opera
În lucrările lui Georgescu se regăsește puternica sa formație clasică. Aceasta se observă din primele sale lucrări: „Izvorul” (1879), „Aruncătorul de lance” (1882, turnat în bronz, posibil cea mai importantă lucrare a sa).
Izvorul, o sculptură modelată din ghips patinat, a fost achiziționată de Pinacoteca Statului din București și lucrarea originală, semnată și datată lateral stânga pe plintă Georgesco 1879, a intrat în 1949 la Galeria Națională. Din dorința de a proteja sculptura realizată dintr-un material fragil, în 1961 muzeul a turnat după original o copie în bronz, la Combinatul Fondului Plastic din București.
Viziunea sa realistă apare mai ales în seria de portrete dedicate unor personalități din cultura română:
- Alexandru Odobescu, 1881
- Mihail Pascaly, 1882[3]
- Dimitrie Bolintineanu, 1883
- Bustul Iulia Hasdeu, 1889, pe al cărei soclu dăltuiește cuvintele: ”Mai șezi puțin…”.[4]
- Vasile Alecsandri, 1890
- Mihai Eminescu, 1890. Bustul lui Mihai Eminescu, turnat în bronz la Paris, de către Martin, a fost dezvelit la 11 septembrie 1890, în fața Școlii Primare de Băieți „Marchian” din Botoșani. În perioada interbelică bustul lui Mihai Eminescu a fost mutat în Parcul ,,Vârnav” (actualmente Parcul „Mihai Eminescu”).[5]

Simțul monumentalității se regăsește în statui precum „Gheorghe Lazăr” (1886) sau „Statuia lui Gheorghe Asachi din Iași” (1887). A executat de asemenea statuile alegorice „Agricultura” și „Justiția”, care împodobesc fațada Băncii Naționale.
Ion Georgescu s-a ocupat și de pictură și desen, lăsând o serie de remarcabile acuarele. A mai realizat busturile lui Matei Basarab, Vasile Lupu, I.C. Brătianu, C.A. Rosetti, monumente precum cel dedicat „Domniței Bălașa” (1883), creații precum „Răpirea Proserpinei”, „Endymion”.
Ion Georgescu a realizat mulajul basoreliefului aflat pe piatra tombală a lui Mihai Eminescu, din Cimitirul Bellu din București. Schițele originale ale monumentului i-au fost puse la dispoziție de André Lecomte du Noüy, care fusese desemnat inițial să edifice acest monument. Basorelieful reproduce chipul lui Eminescu, așa cum a fost inclus în tabloul ”Junimii”, iar mai târziu în primele ediții Maiorescu, de la editura Soccec. Mihai Tican Rumano a recuperat mai târziu mulajul din ghips, după care s-a turnat basorelieful de la Bellu, piesa aflându-se expusă la Muzeul de Artă Pastică din Câmpulung–Muscel.
Monumentul funerar al generalului Alexandru Cernat înmormântat în Cimitirul Bellu, din București, fig. 34/7, este altă lucrare a lui Ion Georgescu.

### Izvorul

Ion Georgescu - Sculptură reprezentativă - Izvorul din curtea Palatului Regal din București (1961)
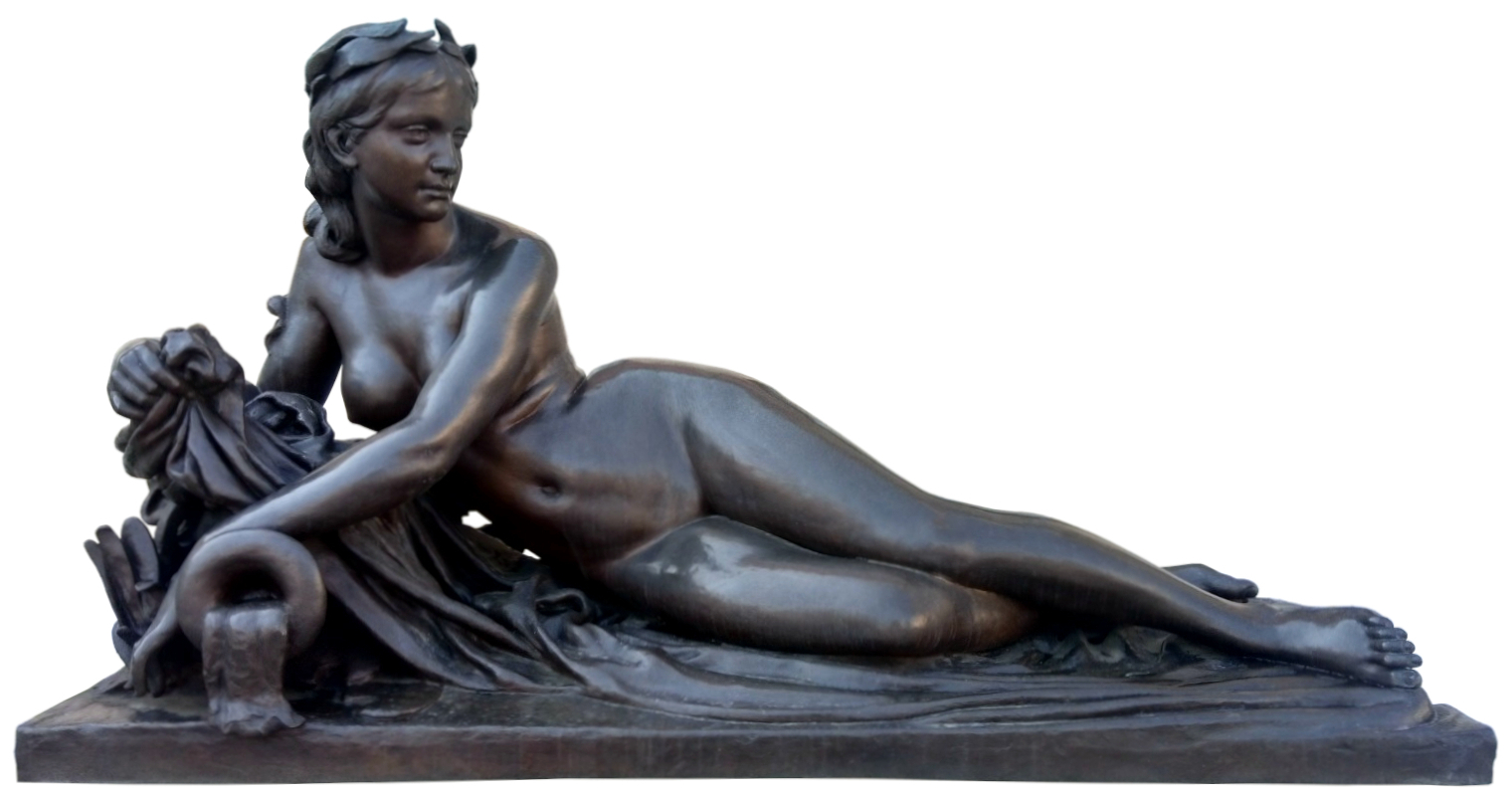
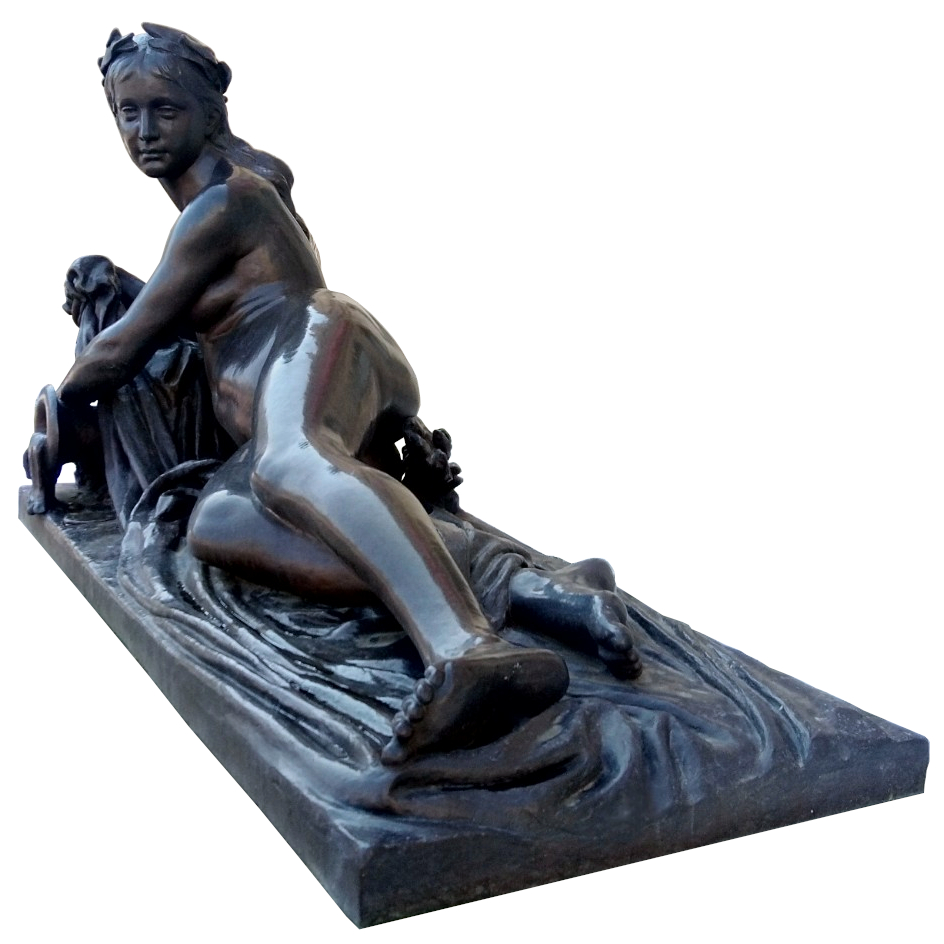
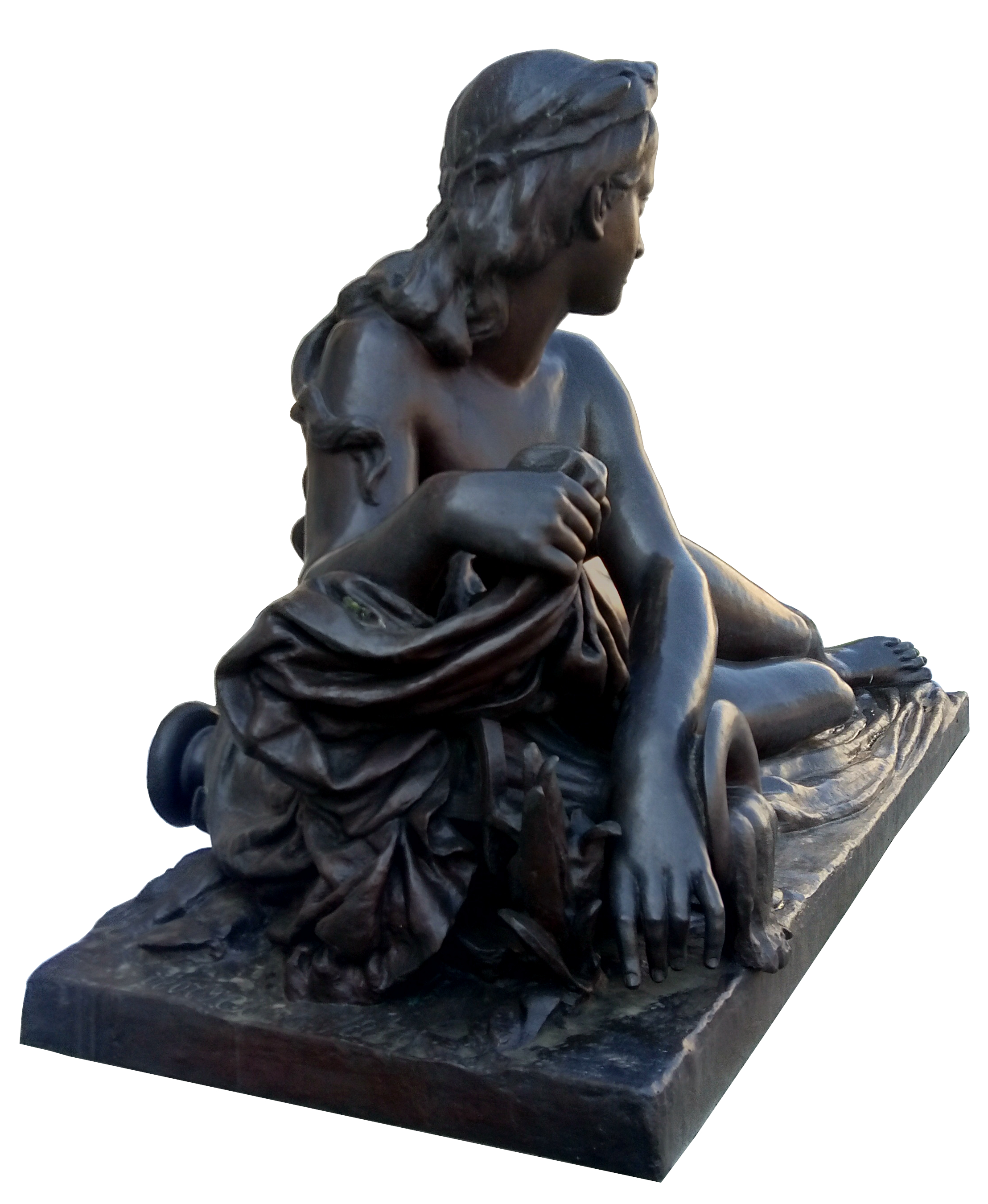
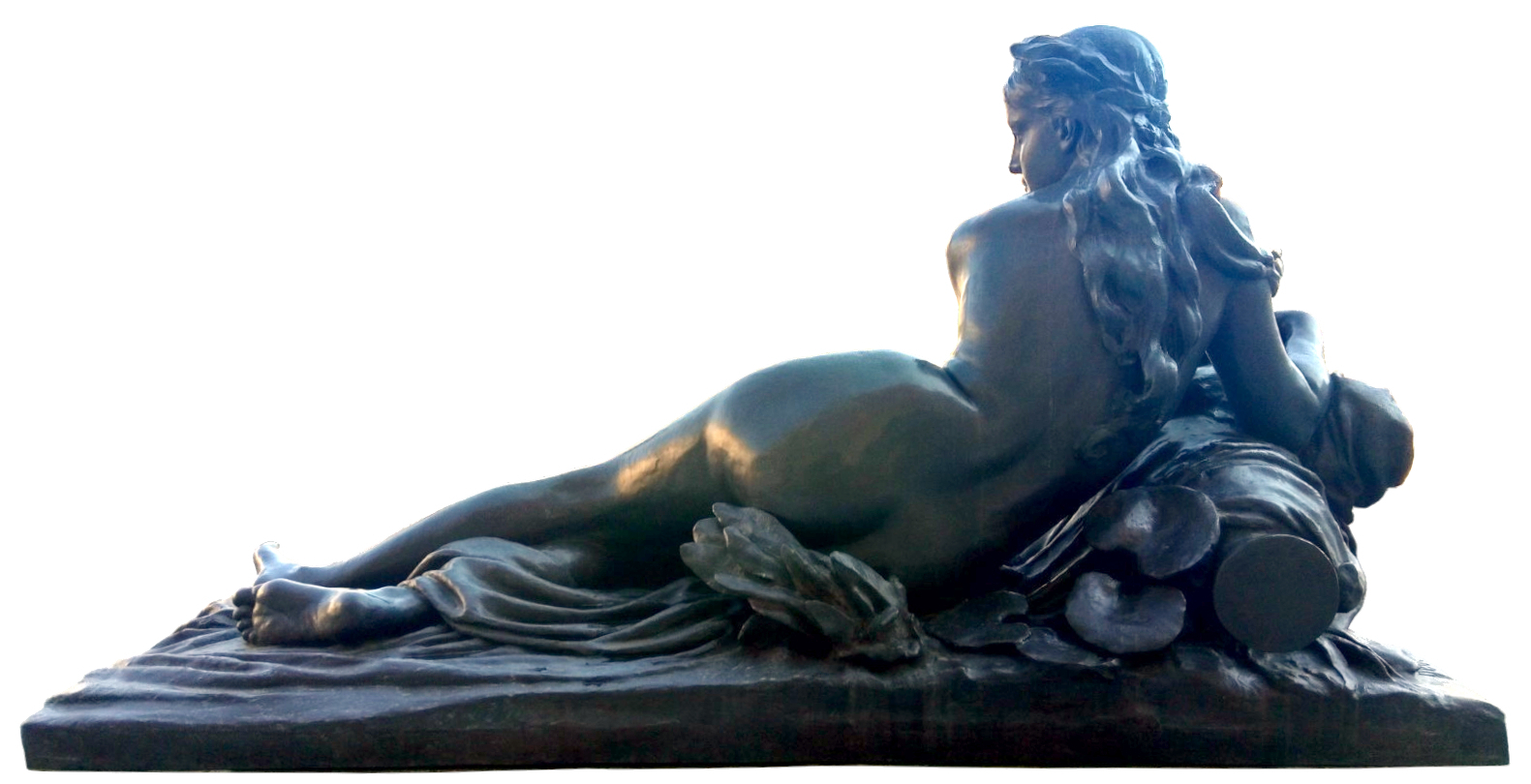

## Expoziții
Expoziții persoanle:

Monumentul dedicat Generalului Alexandru Cernat, dezvelit în București în anul 1894, este creația sculptorului Ion Georgescu. Bustul cu o înălțime de 0,9 m este turnat în bronz, și îl înfățișează pe general în uniformă militară. Pe latura din față a piedestalului se află o placă din bronz bogat ornată cu elemente simbolice, constând din vulturi, arme și frunze de laur. Monumentul se află în curtea clădirii de pe strada Știrbei Vodă, unde a funcționat Comandamentul Armei Geniului, în prezent sediul Direcției Naționale Anticorupție (DNA).. Monument istoric,.

„Întristarea“ - Monumentul funerar al domniţei Bălaşa din Biserica Domnița Bălașa (1884)

- 1882 - Sala Stavropoleos (împreună cu G.D. Mirea), București;
- 1956 - Expoziție retrospectivă, Muzeul Național de Artă al României, București.

Expoziții de grup:
- 1879, 1880, 1882, 1883 - Salonul din Paris, Franța;
- 1880 - Expoziția Societății „Concordia română”, București;
- 1881, 1894, 1895, 1896, 1897, 1898 - Expoziția Artiștilor în Viață, București;
- 1906 - Expoziția Generală Română, București;
- 1928 - Expoziția retospectivă a artiștilor români pictori și sculptori din ultimii 50 de ani, Ateneul Român, București;
- 1930 - Expoziția de artă românească, Haga, Olanda;
- 1982 - Expoziția Între norma clasică și inspirația romantică, Muzeul Național de Artă al României, București.

## Galerie de imagini

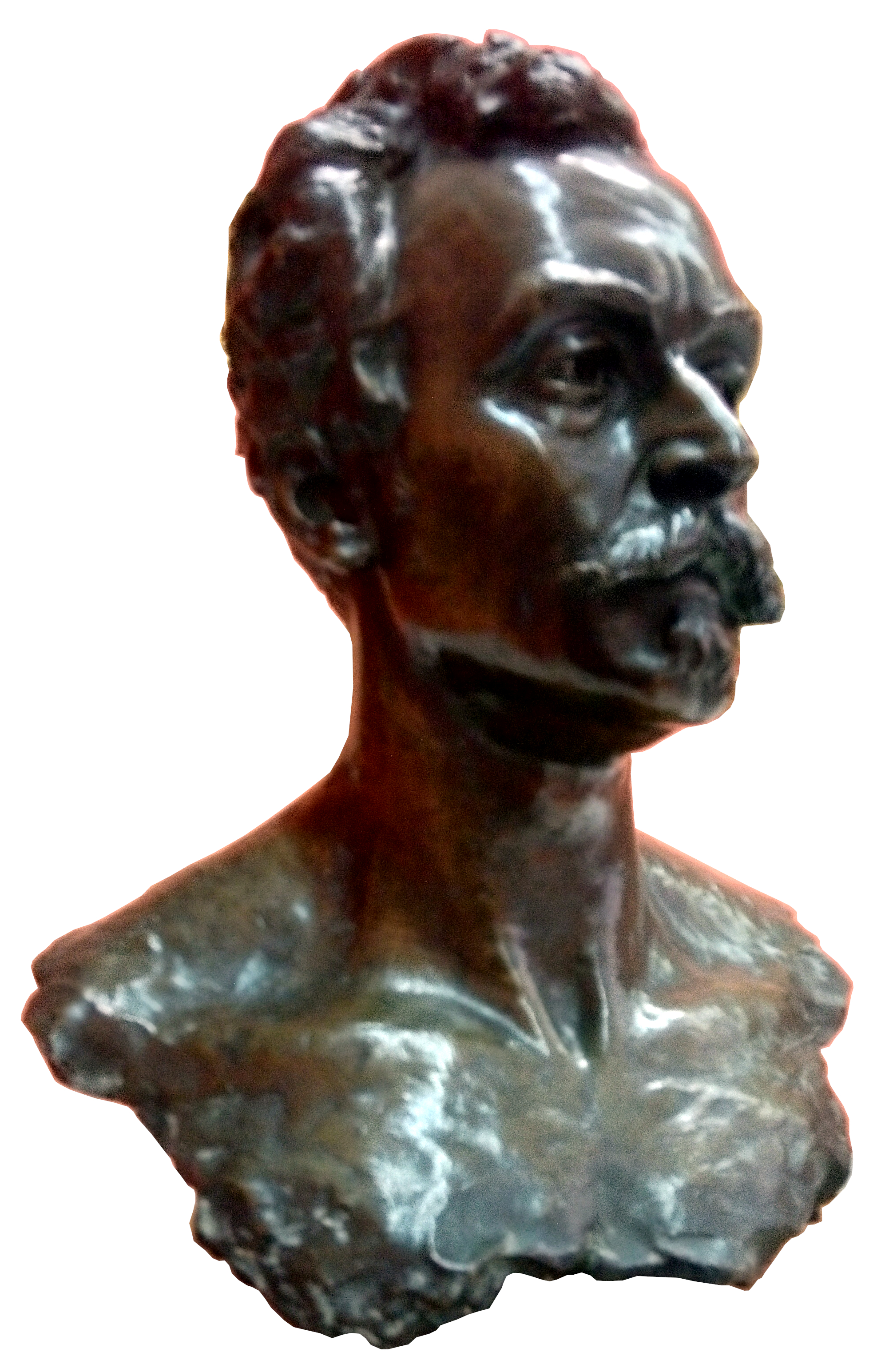
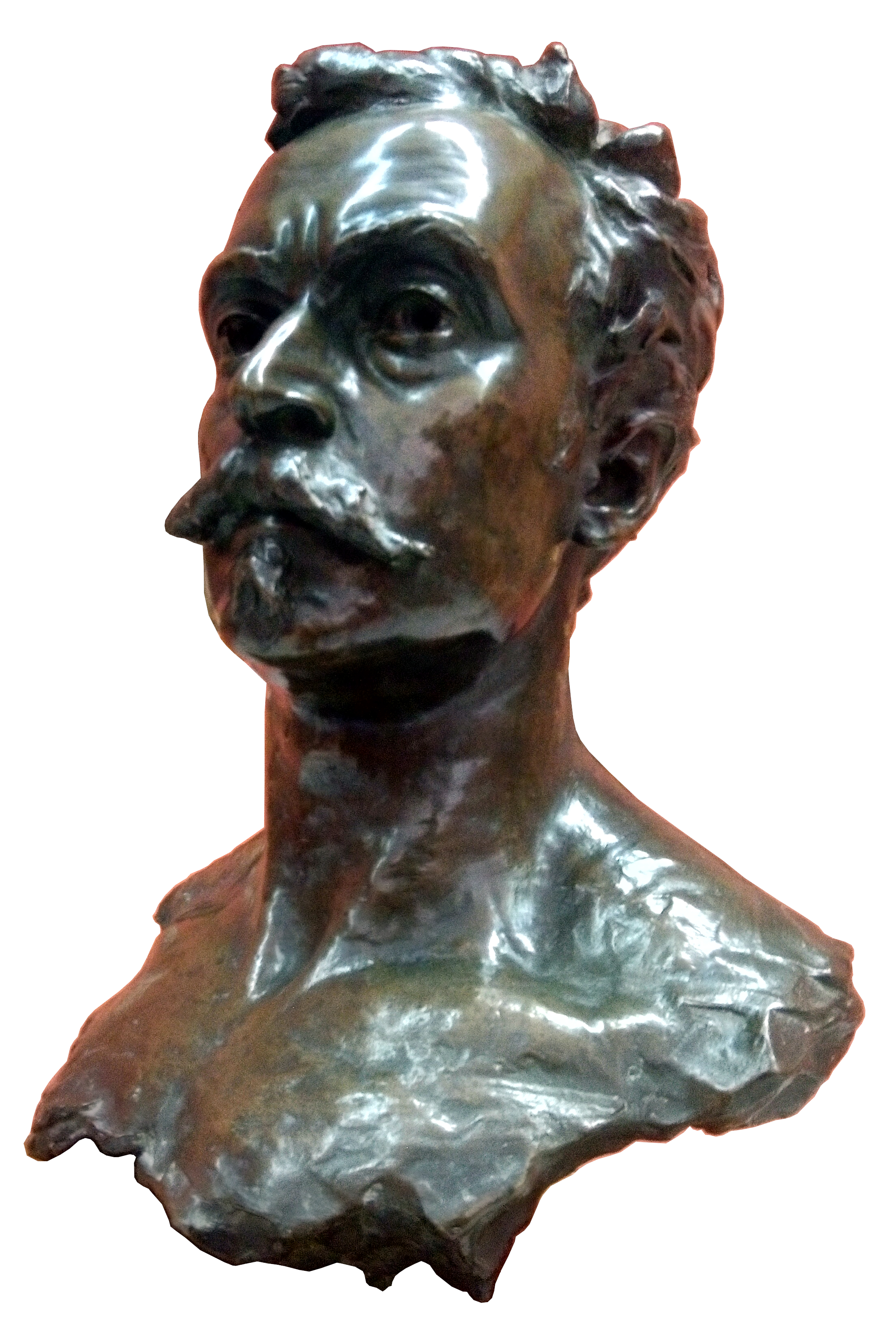
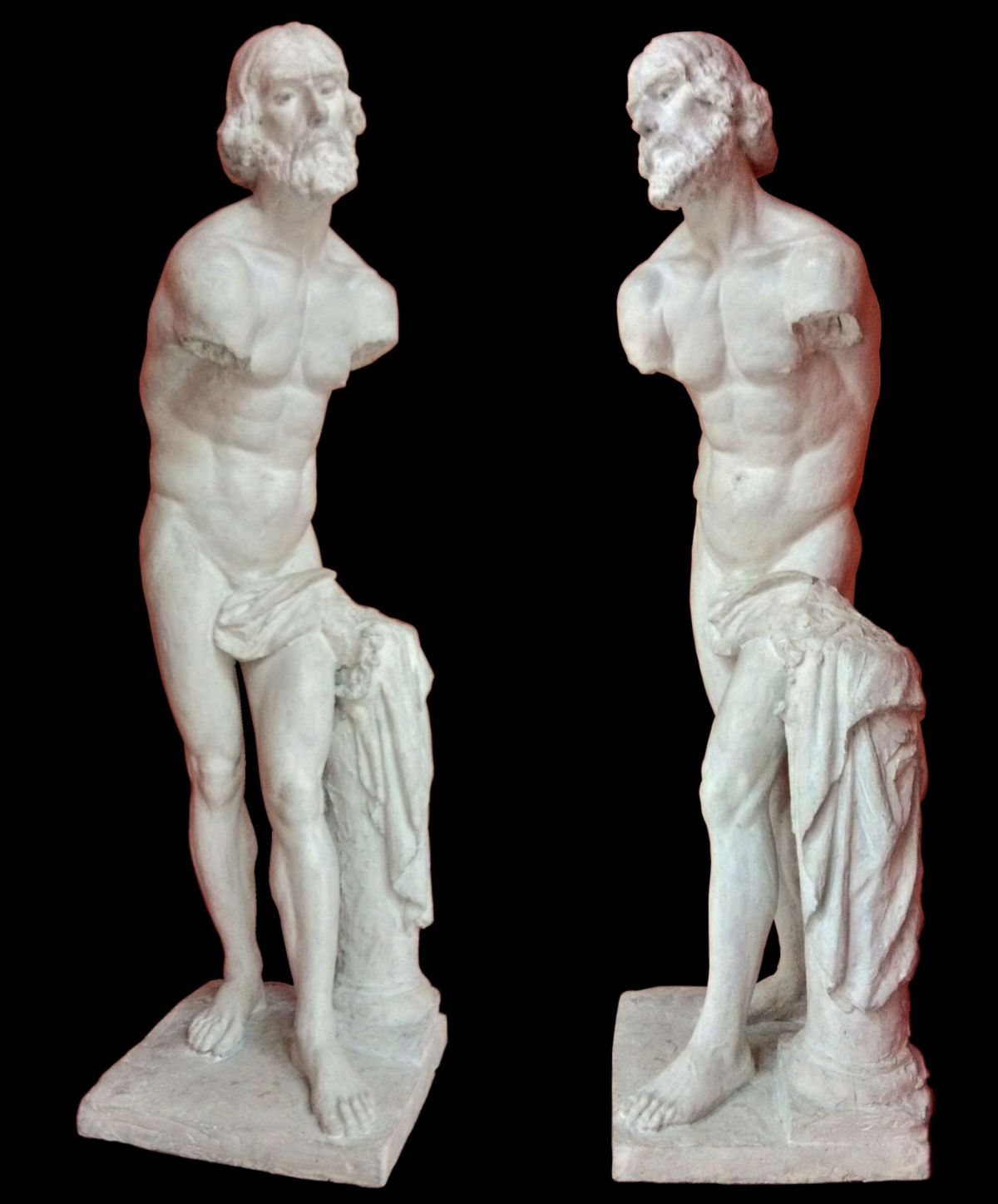
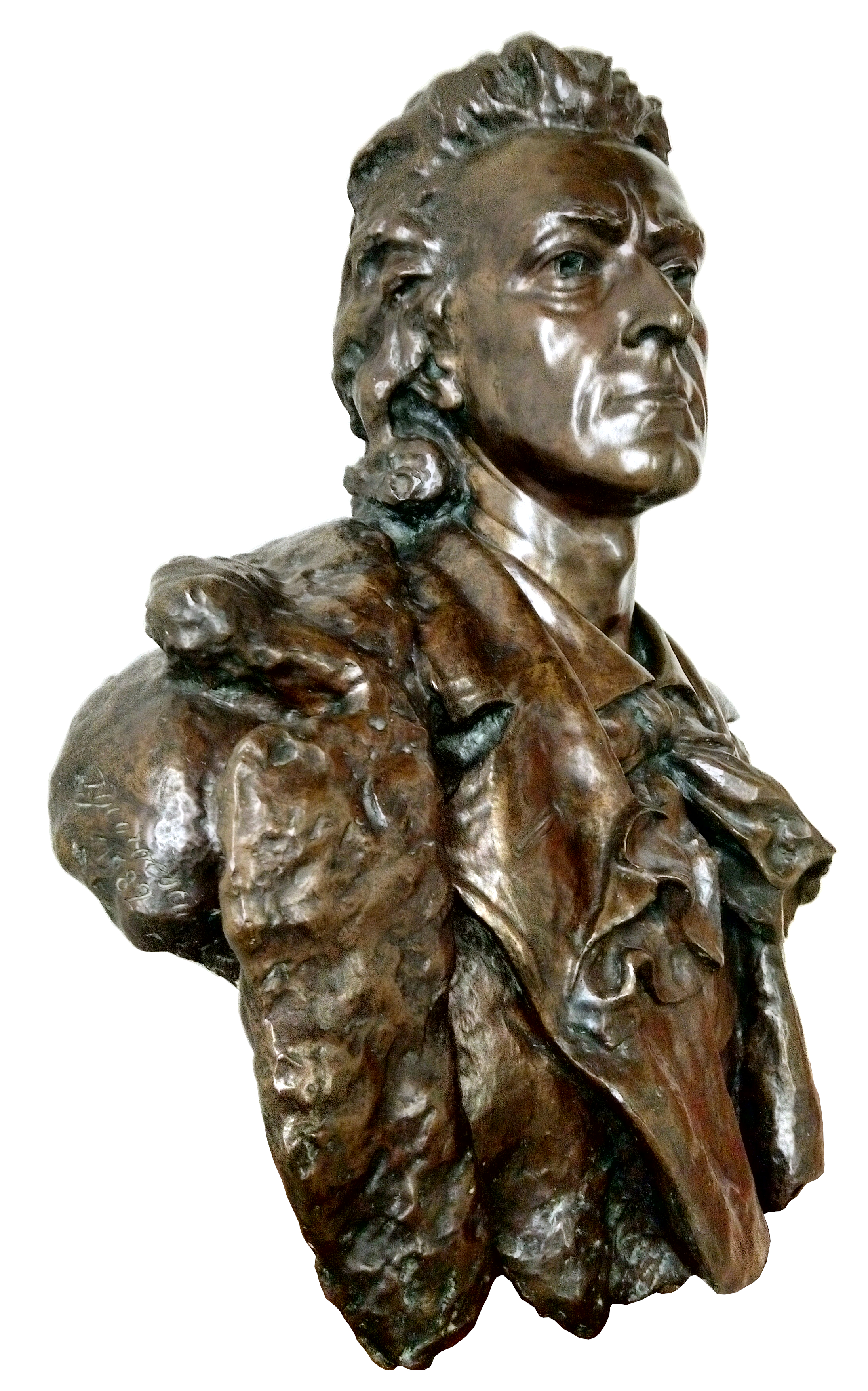
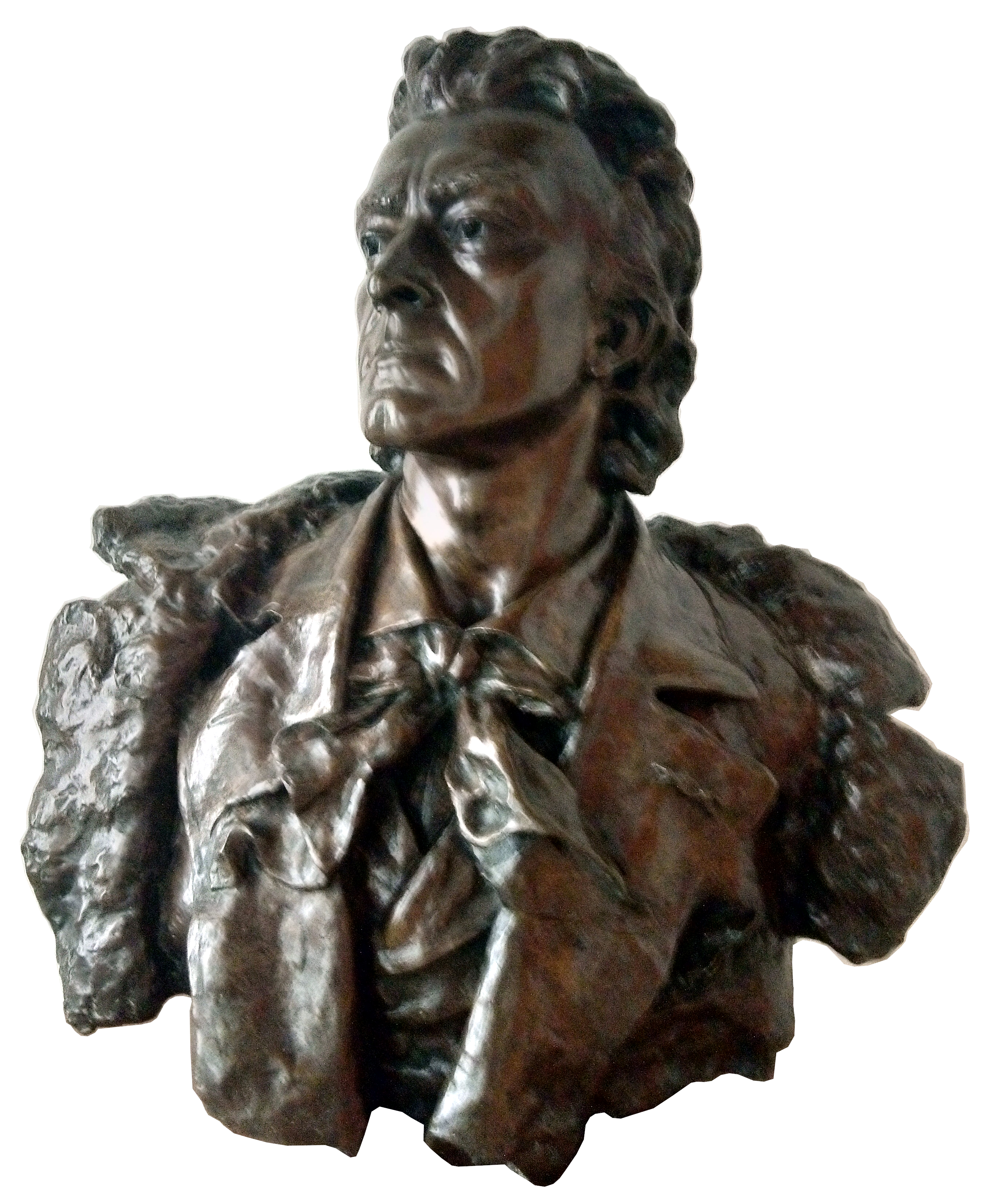
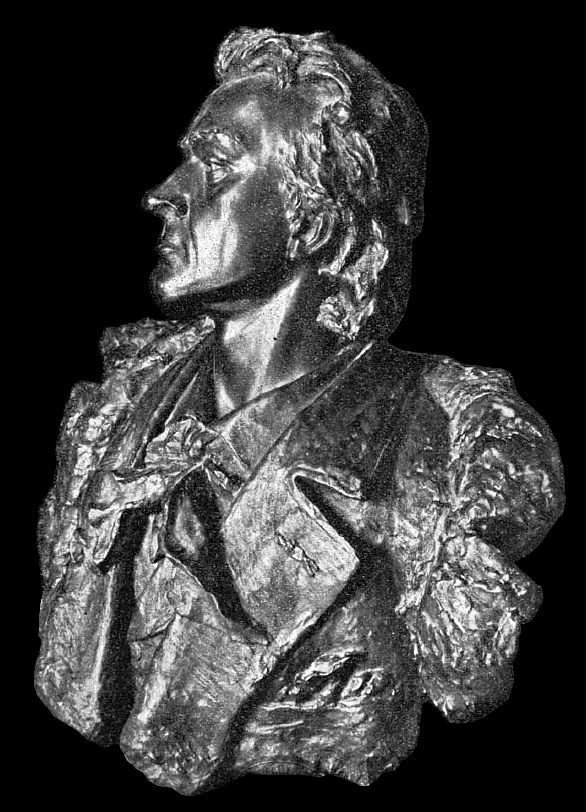
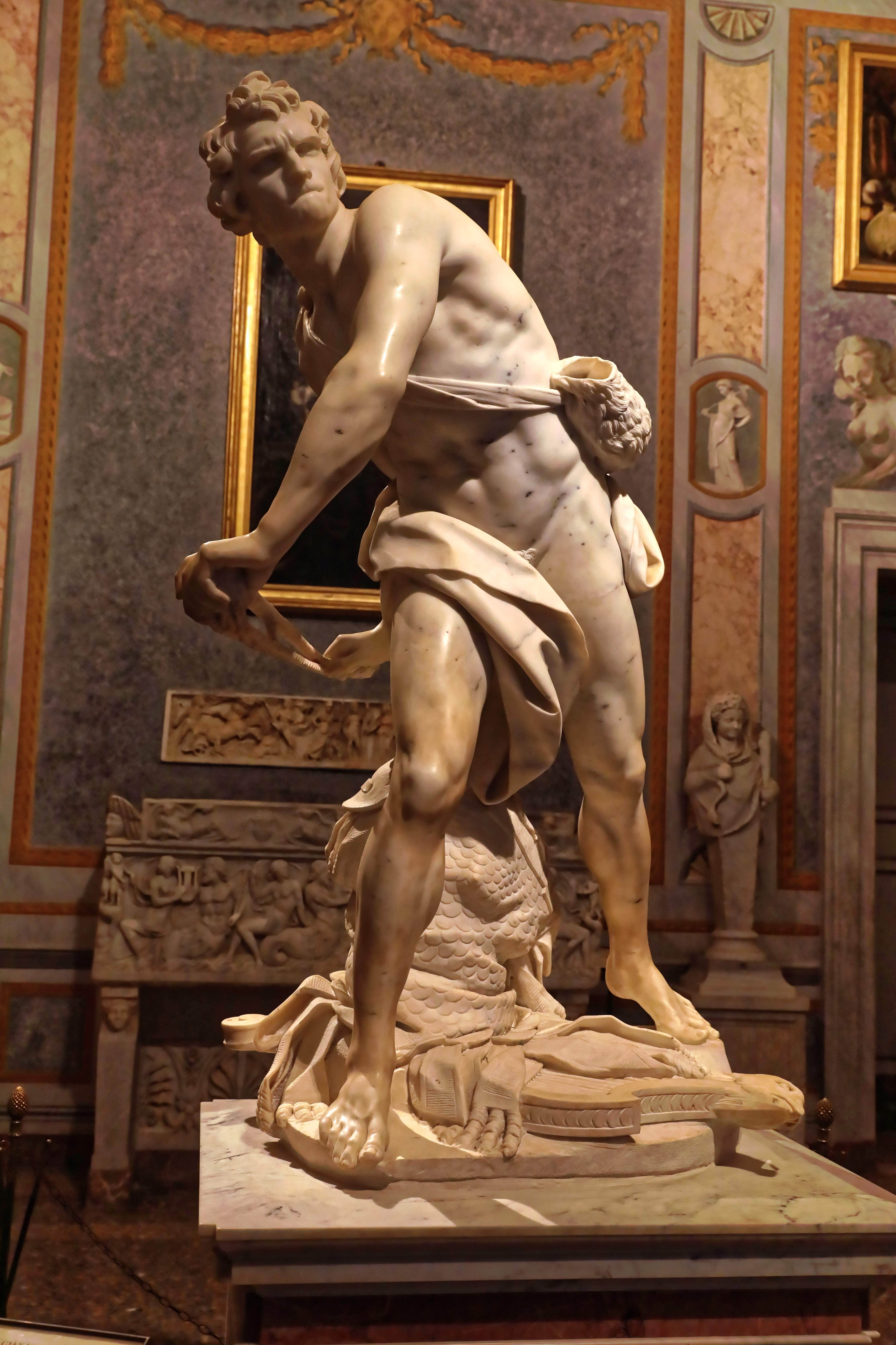
David de Gian Lorenzo Bernini - Vezi articolul David (Bernini)